# Nadia Moussaid
Nadia Moussaid (Schiedam, 30 mei 1984) is een Nederlandse presentator en programmamaker.

## Jeugd en opleiding
Moussaid heeft een Marokkaanse vader en een half-Nederlandse, half-Oostenrijkse moeder. Ze deed een studie International Business & Languages. In 2009 studeerde ze af in de sociale en culturele antropologie aan de Vrije Universiteit Amsterdam. Haar scriptie ging over de positie van vrouwen in de Arabische wereld. 

## Carrière
In 2010 deed ze redactie en research bij MTNL/VPRO. In 2012-2013 deed ze redactie, verslaggeving en presentatie bij de Amsterdamse lokale tv-zender AT5, voornamelijk voor het programma De stelling van Amsterdam.
In haar twintig minuten durende documentaire Leven, liefde & hiv uit 2015, uitgezonden in de televisiereeks Teledoc Campus voor beginnende jonge regisseurs en producenten, portretteerde Moussaid twee vrouwen met hiv. Voor het voormalige journalistieke jongerenmediaplatform Mindshakes maakte ze in hetzelfde jaar de korte documentaire Lost Generation over werkloze jongeren in Bosnië-Herzegovina.
In 2019 was Moussaid nummer 1 in De Kleurrijke Top 100 in de categorie media.

### Televisie
In 2016-2018 presenteerde Moussaid het wekelijkse praatprogramma De Nieuwe Maan, dat werd uitgezonden op NPO 2.
Van 30 juli tot en met 31 augustus 2018 presenteerde ze op NPO 1 de lateavondtalkshow Laat op Eén. Hiermee verving ze Eva Jinek die in deze periode met zwangerschapsverlof was en daardoor de maand augustus moest overslaan.
In het voorjaar 2019 stapte ze over van KRO-NCRV naar de VPRO, waarvoor ze radio- en televisieprogramma’s maakt. Ze presenteerde Bureau Buitenland en deed verslag van het Holland Festival. Sedert zaterdag 11 januari 2020 tot eind december van dat jaar presenteerde Moussaid Mondo, een boeken-, film- en muziekprogramma dat Boeken en Vrije Geluiden verving. In de maanden juli en augustus 2020 presenteerde Moussaid samen met Pieter van der Wielen de lateavondtalkshow Op1 op vrijdag. Op 13 juli 2021 werd bekend dat zij in datzelfde Op1 Sophie Hilbrand gaat vervangen en vanaf 16 augustus samen met Hugo Logtenberg gaat presenteren op de maandagavond, dit keer namens BNNVARA. Logtenberg werd later vervangen door Natasja Gibbs. Moussaid en Gibbs presenteerden in januari 2023 een aflevering waarin politica Sylvana Simons en advocaat Gerald Roethof zeiden te vrezen dat Nederlandse politieagenten te snel de taser gebruiken. Dit werd bekritiseerd door politiebonden. Roethof en het duo gingen in op een uitnodiging van de politie om een training met een taser bij te wonen. Eind april 2023 begon haar programma Nadia, dat eerder wordt opgenomen en dan om 19.00 uur wordt uitgezonden.

## Programma's
- De stelling van Amsterdam, AT5, 2012-2013
- Leven, liefde & hiv (NCRV), NPO 2, 2015
- Lost Generation (mediaplatform Mindshakes), 2015
- Nieuws en Co (NOS/NTR), NPO Radio 1, 2016–2018
- De Nieuwe Maan (NTR), NPO 2, 2016–2018
- Brandpunt+ (KRO-NCRV), NPO 2, 2018
- Laat op Eén (KRO-NCRV), NPO 1, 2018, ter vervanging van Eva Jinek
- Mondo (VPRO), NPO 2, 2020
- Op1 (VPRO, BNNVARA), 2020-2023
- On Stage (VPRO), NPO 2, 2021
- Mijn vader de gelukszoeker (VPRO), NPO 2, 2022
- Nadia (VPRO), NPO 1, 2023
- De onmisbaren (VPRO), NPO 3, 2025
- Getuigen van Gaza (VPRO), NTR, 2025